# Hans-Georg Simmgen
Hans-Georg Simmgen (* 22. Februar 1933 in Berlin; † 11. September 2024) war ein deutscher Schauspieler und Regisseur.

## Leben

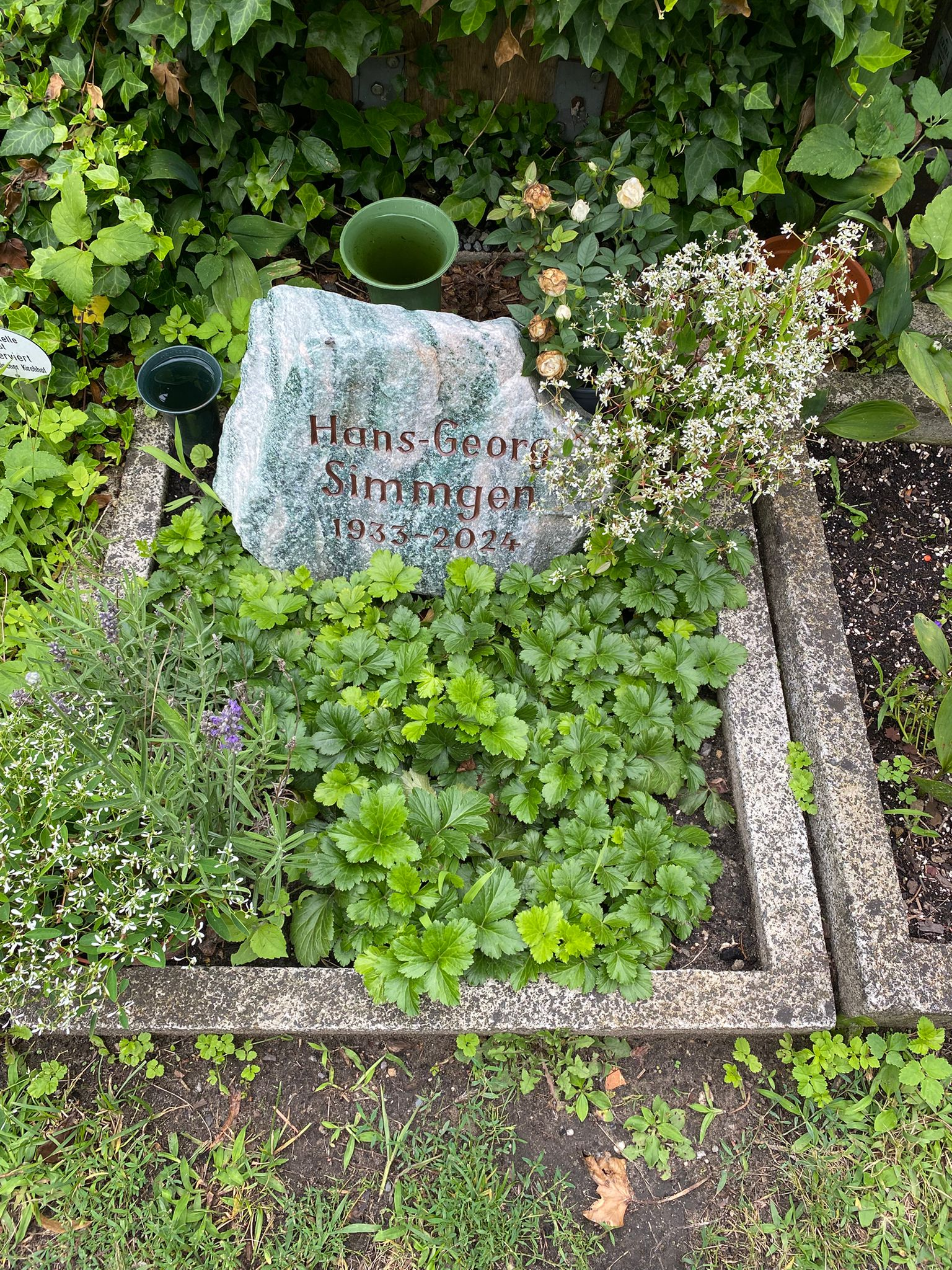
Grabstätte

Hans-Georg Simmgen absolvierte 1957 die Staatliche Schauspielschule Berlin und war von 1958 bis 1968 am Berliner Ensemble als Schauspieler engagiert. In dieser Zeit begann er bereits Regie zu führen, was in den kommenden Jahren seine Hauptaufgabe wurde. So war er u. a. am Maxim-Gorki-Theater und Deutschen Theater in Berlin und am Staatstheater Dresden jeweils für mehrere Jahre beschäftigt. Hinzu kamen mehrere Gastinszenierungen an verschiedenen Theatern in der DDR sowie in Finnland.
Außerdem war er ab 1978 an der Hochschule für Schauspielkunst „Ernst Busch“ als Dozent tätig, wo er auch die Ernennung zum Professor erhielt.
Seit 1971 berichtete Simmgen als IM „Summatic“ dem Ministerium für Staatssicherheit der DDR über Kolleginnen und Kollegen der Theater, an den er beschäftigt war und seit 1979 über Studierende der Hochschule für Schauspielkunst „Ernst Busch“. Am 31. Oktober 1980 wurde Simmgen in die SED-Parteileitung der Hochschule gewählt.
Hans-Georg Simmgen ruht auf dem Französischen Friedhof an der Chausseestraße.

## Filmografie
- 1961: Mutter Courage und ihre Kinder (Theateraufzeichnung)

## Theater
- 1964: Seán O’Casey: Purpurstaub – (Bühnen der Stadt Gera)
- 1966: Seán O’Casey: Purpurstaub – (Berliner Ensemble)
- 1968: Luigi Pirandello: Liolà – (Maxim-Gorki-Theater Berlin)
- 1969: Nikolai Gogol: Der Revisor – (Maxim-Gorki-Theater Berlin)
- 1969: Siegfried Pfaff: Regina B. – Ein Tag in ihrem Leben – (Maxim-Gorki-Theater Berlin)
- 1970: Claus Hammel: Le Faiseur oder Warten auf Godeau, mit Hans Bunge und Heinz-Uwe Haus – (Deutsches Theater (Berlin))
- 1971: Arnold Wesker: Goldene Städte – (Deutsches Theater Berlin)
- 1971: Rolf Schneider: Einzug ins Schloss – (Deutsches Theater Berlin – Kammerspiele)
- 1972: Alexei Arbusow: Valentin und Valentina –  (Staatstheater Dresden)
- 1973: Ernst Bürger: Veilchen für Dolly – (Theater der Freundschaft)
- 1974: William Shakespeare: Der Widerspenstigen Zähmung – (Staatstheater Dresden – Kleines Haus)
- 1975: Jerzy Andrzejewski: Asche und Diamant – (Staatstheater Dresden – Kleines Haus )
- 1975: Alexander Wampilow: Provinzanekdoten – (Staatstheater Dresden – Kleines Haus)
- 1978: Bertolt Brecht: Mann ist Mann – (Staatstheater Dresden – Kleines Haus)
- 1978: Wladimir Tendrjakow: Die Nacht nach der Abschlussfeier – (Staatstheater Dresden)
- 1979: Bertolt Brecht: Der kaukasische Kreidekreis – (Landestheater Halle)
- 1981: William Shakespeare: Der Widerspenstigen Zähmung – (Stadttheater Kotka/Finnland)
- 1981: Euripides: Der Zyklop – (Hochschule für Schauspielkunst „Ernst Busch“ Berlin im Berliner Arbeiter-Theater)
- 1982: Bertolt Brecht: Der gute Mensch von Sezuan – (Stadttheater Rovaniemi/Finnland)
- 1985: Wsewolod Wischnewski: Optimistische Tragödie – (Hochschule für Schauspielkunst „Ernst Busch“ Berlin im Mecklenburgischen Staatstheater Schwerin)
- 1986: Autorenkollektiv: An Mut sparet nicht noch Mühe – (Kabarett-Theater Distel Berlin)
- 1987: Peter Hacks: Die schöne Helena – (Theater in Lappeenranta/Finnland)
- 1989: Johann Wolfgang von Goethe: Die natürliche Tochter – (Hochschule für Schauspielkunst „Ernst Busch“ Berlin im Berliner Arbeiter-Theater)
- 1990: Ireneusz Andrzej Iredyński: Leb wohl, Judas – (Hochschule für Schauspielkunst „Ernst Busch“ Berlin im Berliner Arbeiter-Theater)

### Übersetzungen
- 1969: Seán O’Casey: Kikeriki – Gemeinsam mit Helmut Baierl
- 1969: Nikolai Gogol: Der Revisor – Gemeinsam mit Marga Leuner und Manfred Möckel